# Effetto Barkhausen

I salti nel flusso magnetico dovuti all'orientamento dei domini magnetici determinano il "rumore di Barkausen".

L'effetto Barkhausen è un fenomeno fisico scoperto dall'omonimo scienziato tedesco nel 1919. Tale fenomeno può essere rivelato quando un materiale ferromagnetico viene esposto ad un campo magnetico di intensità variabile nel tempo e consiste nel fatto che il flusso magnetico all'interno del corpo non varia con continuità ma si modifica passando attraverso piccoli salti. Se si avvicina una bobina al corpo in questione, i salti della magnetizzazione indurranno nella bobina stessa degli impulsi di tensione: amplificando il segnale e collegando un altoparlante alla bobina è possibile sentire una serie di click e di crepitii che hanno portato alla denominazione di “rumore” di Barkhausen.

## Origine del fenomeno

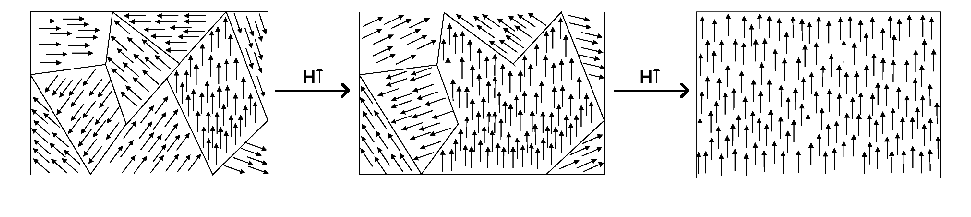
Variazione dell'orientamento dei domini magnetici in un corpo esposto ad un campo magnetico.

I salti che si producono nel flusso magnetico all'interno del corpo sono legati principalmente ai movimenti discontinui dei bordi tra i cosiddetti domini magnetici. In un corpo non magnetizzato i domini magnetici sono orientati in modo casuale, pertanto la magnetizzazione media del corpo è nulla. Sotto l'effetto del campo magnetico esterno i domini tendono a modificare la loro orientazione in modo tale che il numero di domini orientati concordemente al campo magnetico aumenti. Questa orientazione passa attraverso il movimento delle pareti dei domini adiacenti. Pertanto lo stato di magnetizzazione del corpo su scala “macroscopica” passa attraverso dei salti proprio in virtù della presenza di queste “discontinuità magnetiche” all'interno del corpo.
Il rumore di Barkhausen può essere rivelato, oltre che attraverso l'induzione elettromagnetica nella bobina, anche mediante sensori acustici: l'orientazione dei domini determina infatti anche vere e proprie vibrazioni nel corpo.
Spesso l'intensità del rumore Barkhausen viene espressa in termini di una grandezza detta parametro magnetoelastico MP, che risulta proporzionale al valore efficace della tensione degli impulsi indotti dall'effetto Barkhausen nella sonda di rivelazione.

## Parametri che influenzano il rumore di Barkhausen

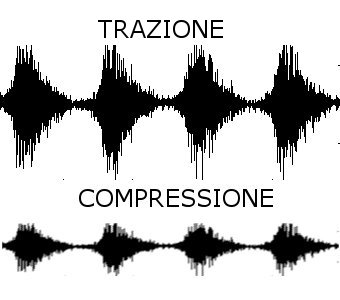
Variazione dell'intensità del "rumore di Barkhausen" a fronte di una sollecitazione di trazione e di compressione.

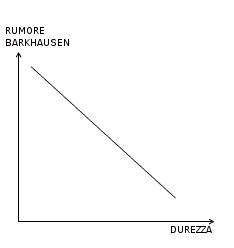
Relazione tra la durezza del materiale e l'intensità del "rumore di Barkhausen".

L'intensità del rumore di Barkhausen è collegata a varie proprietà meccaniche del materiale, ma le più influenti sono lo stato di trazione o compressione e la durezza. Se ad esempio il campo magnetico esterno applicato e la trazione o la compressione nel pezzo hanno la stessa direzione, l'intensità del rumore di Barkhausen aumenta con la trazione e diminuisce con la compressione. Se invece trazione e campo magnetico esterno applicato sono tra loro ortogonali, la relazione è opposta. Quindi l'intensità del rumore di Barkhausen è fortemente collegata allo stato di tensione interna di un corpo. Questo legame tra lo stato tensionale di un corpo e le sue proprietà magnetiche viene detto interazione magnetoelastica. Infatti quando i materiali ferromagnetici vengono sottoposti ad un campo magnetico subiscono una vera e propria distorsione molecolare,  determinata dal processo di orientamento dei domini magnetici. Questa distorsione a livello microscopico si traduce in un cambiamento dimensionale su scala macroscopica. Tale cambiamento dimensionale viene detto magnetostrizione. Il fenomeno è duale, cioè la tensione presente in un corpo ferromagnetico influenza la sua risposta ai campi magnetici esterni, come rivelato dall'analisi del rumore Barkhausen.
La durezza è l'altro parametro meccanico che influisce sull'intensità del rumore Barkhausen: in generale ad un aumento di durezza è associata la diminuzione del segnale Barkhausen. Intuitivamente si comprende come in un materiale più duro i domini magnetici incontrino maggiori difficoltà a riorientarsi rispetto a quanto avviene per un materiale meno duro.

## Applicazioni

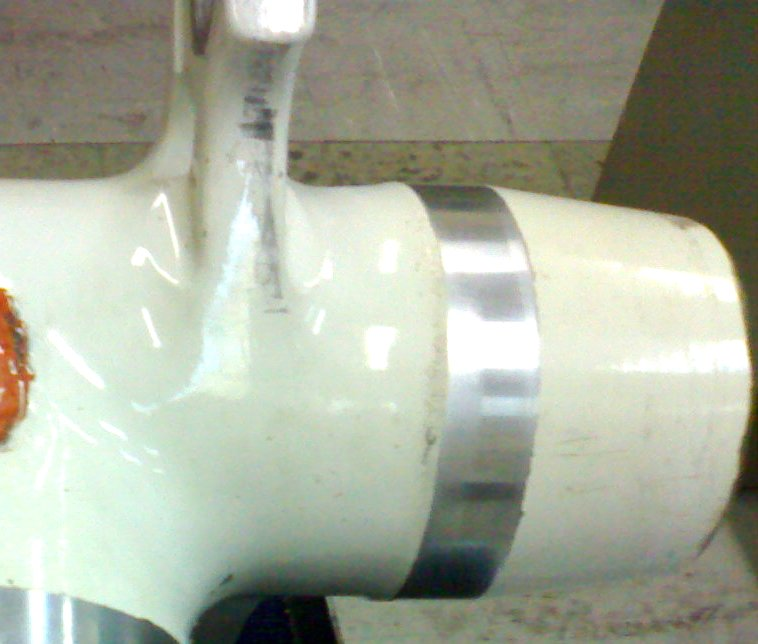
Fascia cromata su un assale di un carrello di atterraggio.

Dal momento che il rumore Barkhausen è influenzato prevalentemente dalle tensioni residue e dalla durezza, i campi di applicazione di questa tecnologia si concentrano sulla rilevazione di variazioni di queste proprietà fisiche e meccaniche a fronte di processi come trattamenti superficiali, rettifiche, indurimenti superficiali, saldature, lavorazioni a freddo, etc. Viene correntemente impiegato come tecnica non distruttiva per monitorare la produzione di parti meccaniche, quando vengono eseguite lavorazioni che possono determinare la variazione di proprietà meccaniche o introdurre tensioni nel prodotto. La tecnica della rilevazione del rumore Barkhausen viene applicata con successo al controllo di parti in acciaio sottoposte a rettifica per la rilevazione di eventuali bruciature o surriscaldamenti.
Di particolare rilievo è l'applicazione per la rilevazione di bruciature da rettifica su acciai ad alta resistenza come quelli utilizzati per i carrelli d'atterraggio degli aeromobili (300M, 4340M, 4330M, Hy-Tuf). Se nel corso della rettifica si determina un surriscaldamento le proprietà di questi metalli cambiano drasticamente, si determina una variazione della microstruttura dell'acciaio e una variazione della sua durezza superficiale: se sottoposto ad un esame di rumore Barkhausen il pezzo mostrerebbe un netto incremento nel segnale. Il vantaggio dell'applicazione di questa tecnica è dato dalla possibilità di eseguire l'esame anche senza rimuovere eventuali riporti superficiali non ferromagnetici, come ad esempio una cromatura (caso piuttosto frequente), i quali non interferiscono col segnale se non in termini di una riduzione di intensità.
Di seguito vengono elencati i principali campi di applicazione:
- Ispezione di carrelli di atterraggio di aeromobili

- Identificazione di bruciature di rettifica (tipicamente su ingranaggi)

- Ispezione di componenti in acciaio ad alta resistenza di applicazione aeronautica, marina e automobilistica

- Controllo dopo la rettifica di alberi a camme

- Determinazione degli effetti di trattamenti termici su componenti in acciaio

- Determinazione della distribuzione degli stress residui su piastre in acciaio per applicazioni navali

- Determinazione degli stress residui su parti in acciaio saldate

## Limiti della tecnologia
Dal momento che i cicli di magnetizzazione applicati al materiali generano delle correnti indotte sulla superficie del materiale che determinano una schermatura, questa tecnica è in grado di rilevare ciò che è molto prossimo alla superficie. Inoltre lo sforzo massimo rilevabile in modo significativo è pari a circa il 50% dello sforzo di snervamento, in quanto per valori superiori il segnale si satura e non sono più riscontrabili differenze. La profondità di penetrazione risulta comunque inversamente proporzionale alla frequenza di magnetizzazione. Un altro importante limite è legato alla difficoltà, in taluni casi, di correlare in maniera univoca il risultato di un esame mediante questa tecnica ai vari parametri che lo influenzano.